# Paramecyna strandiella
Paramecyna strandiella là một loài bọ cánh cứng trong họ Cerambycidae.